# Salbker Wasserturm

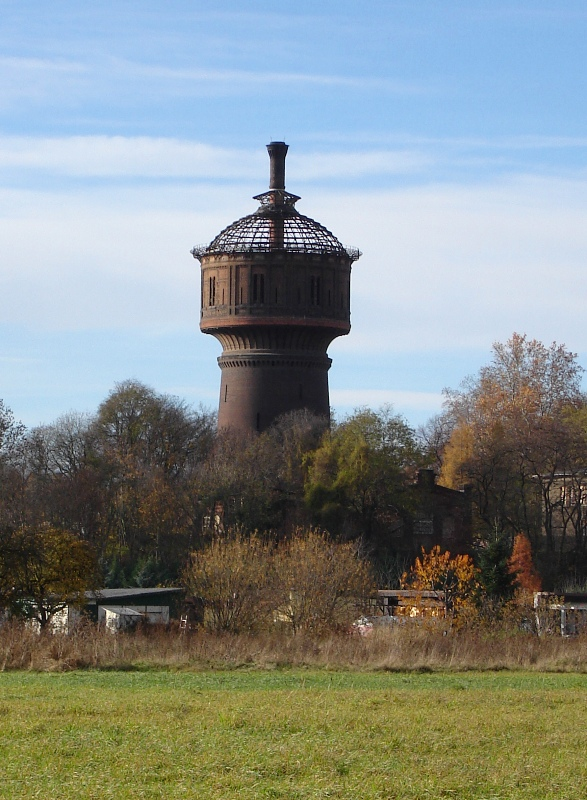
Salbker Wasserturm (2006)

Der Salbker Wasserturm ist ein stillgelegter Wasserturm und eines der Wahrzeichen des Magdeburger Stadtteils Salbke.

## Architektur und Geschichte

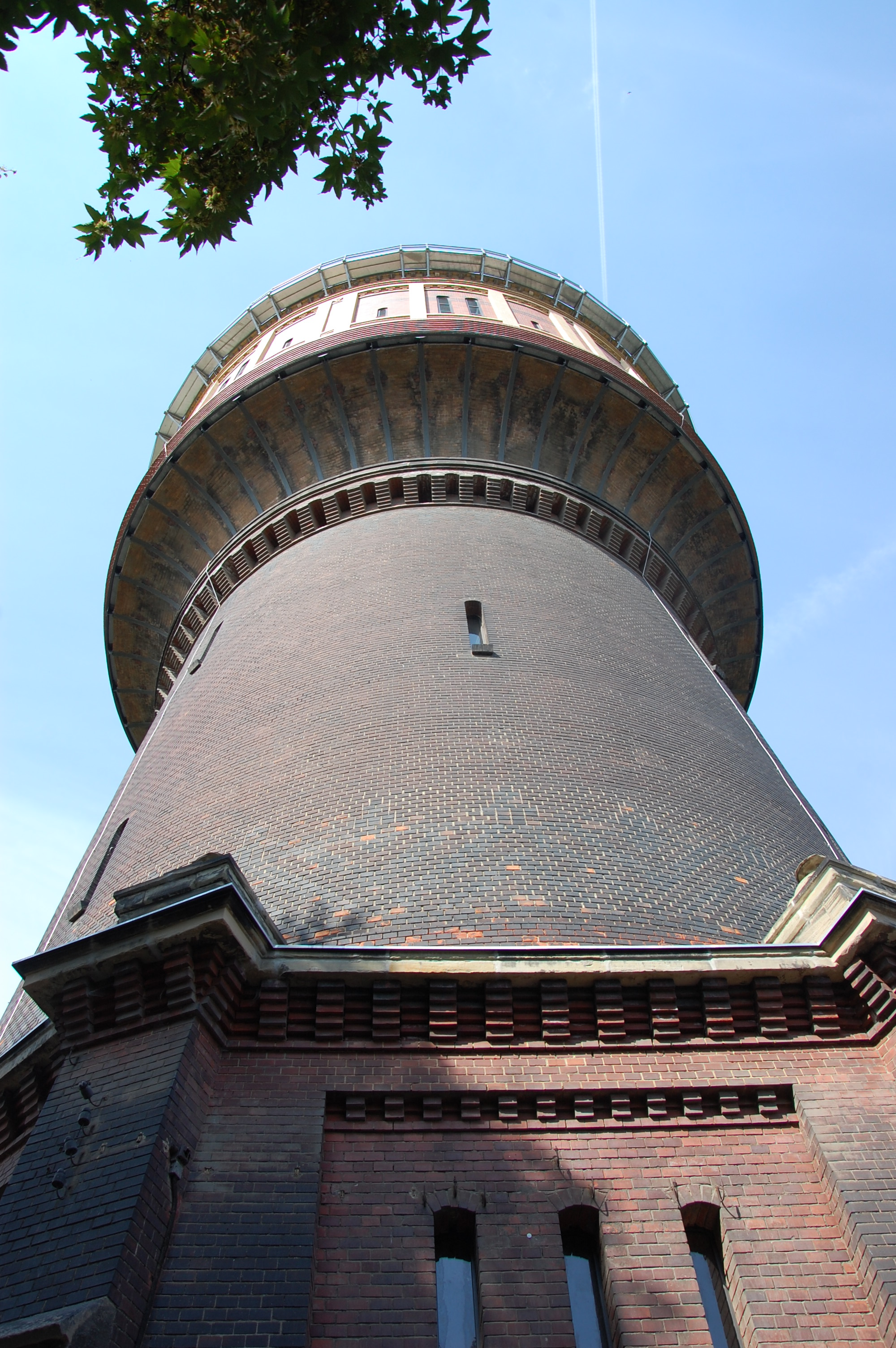
Salbker Wasserturm im Jahr 2013

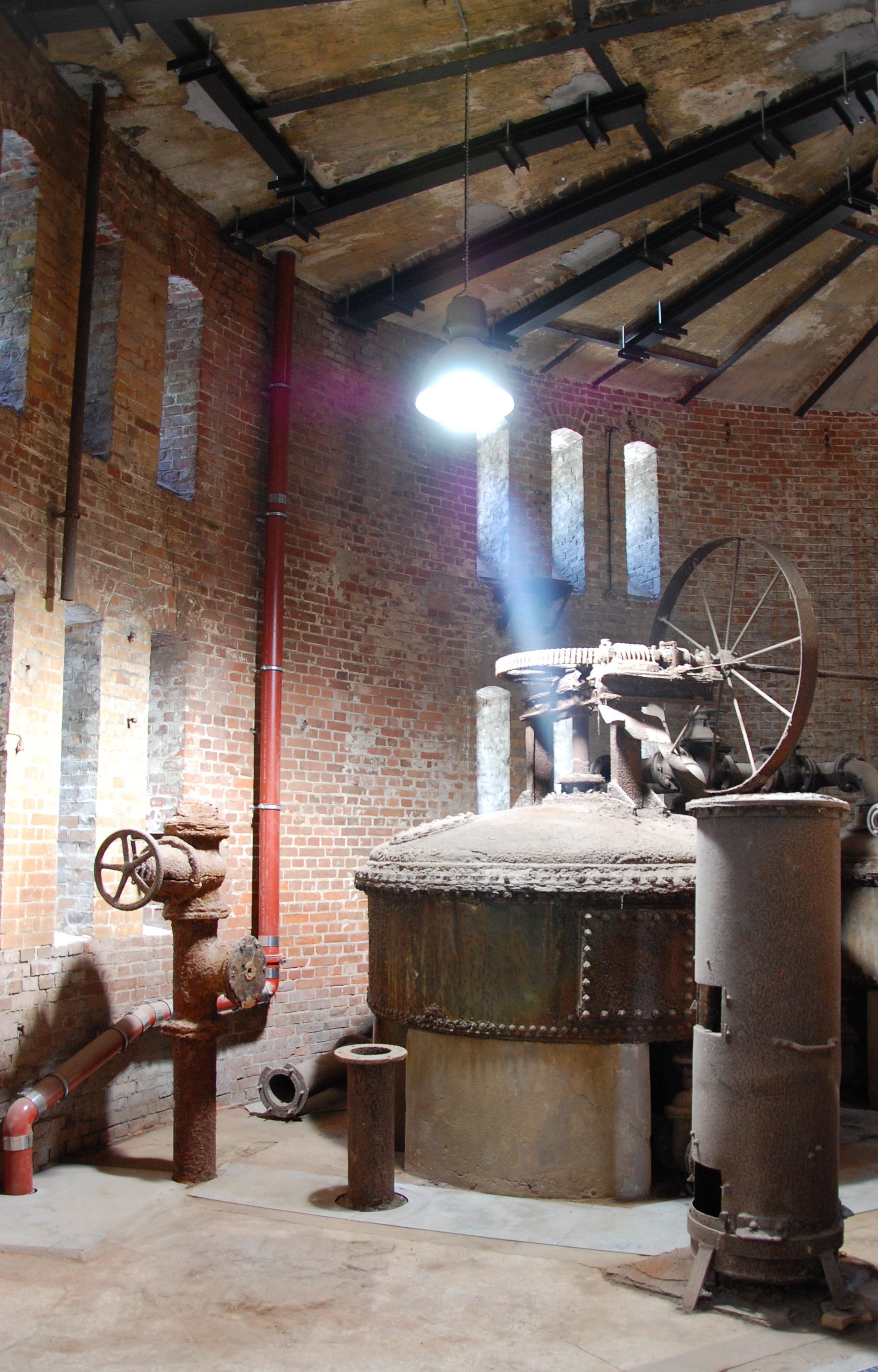
Enteisenungsanlage im Erdgeschoss

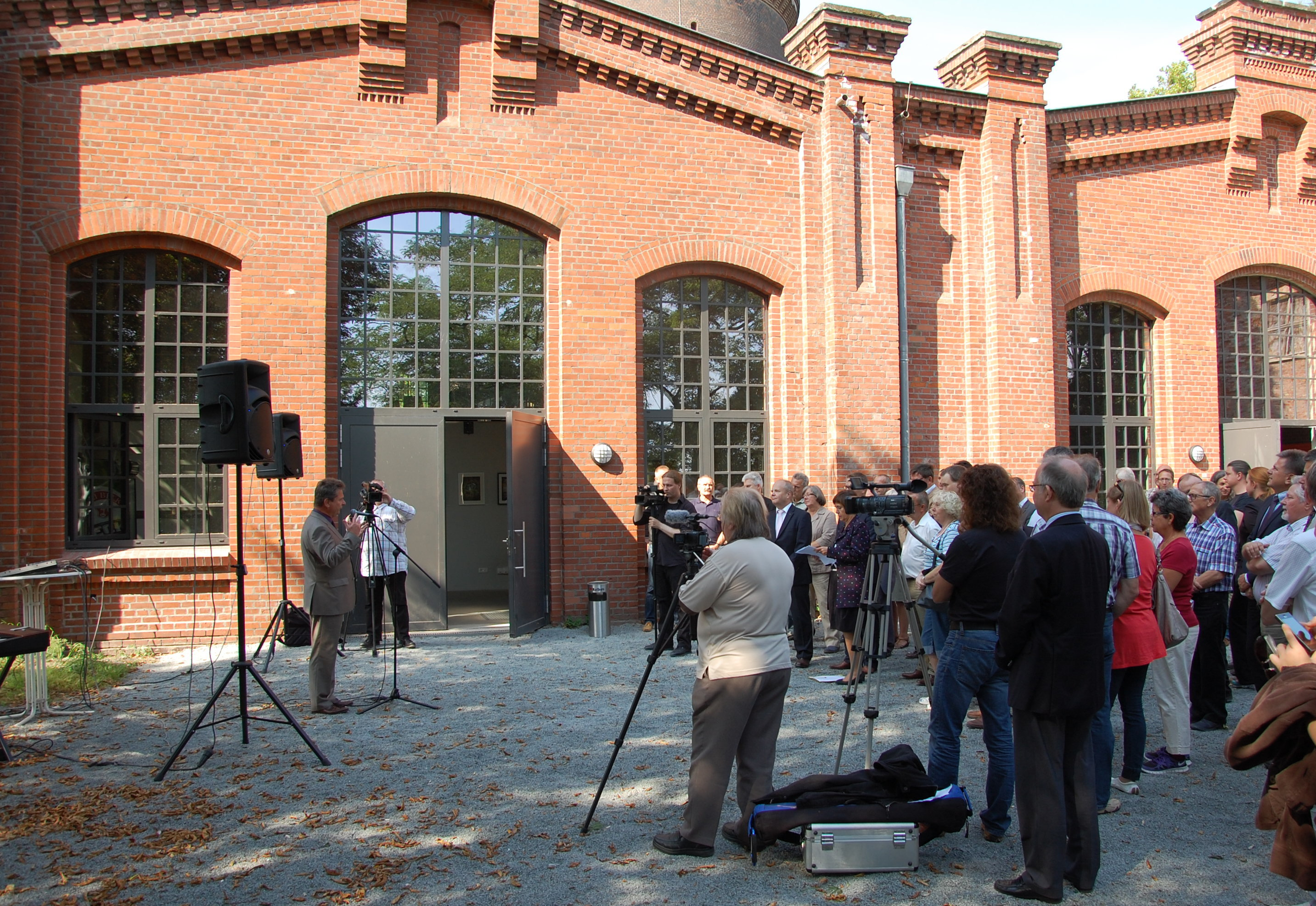
Einweihung am 29. August 2013

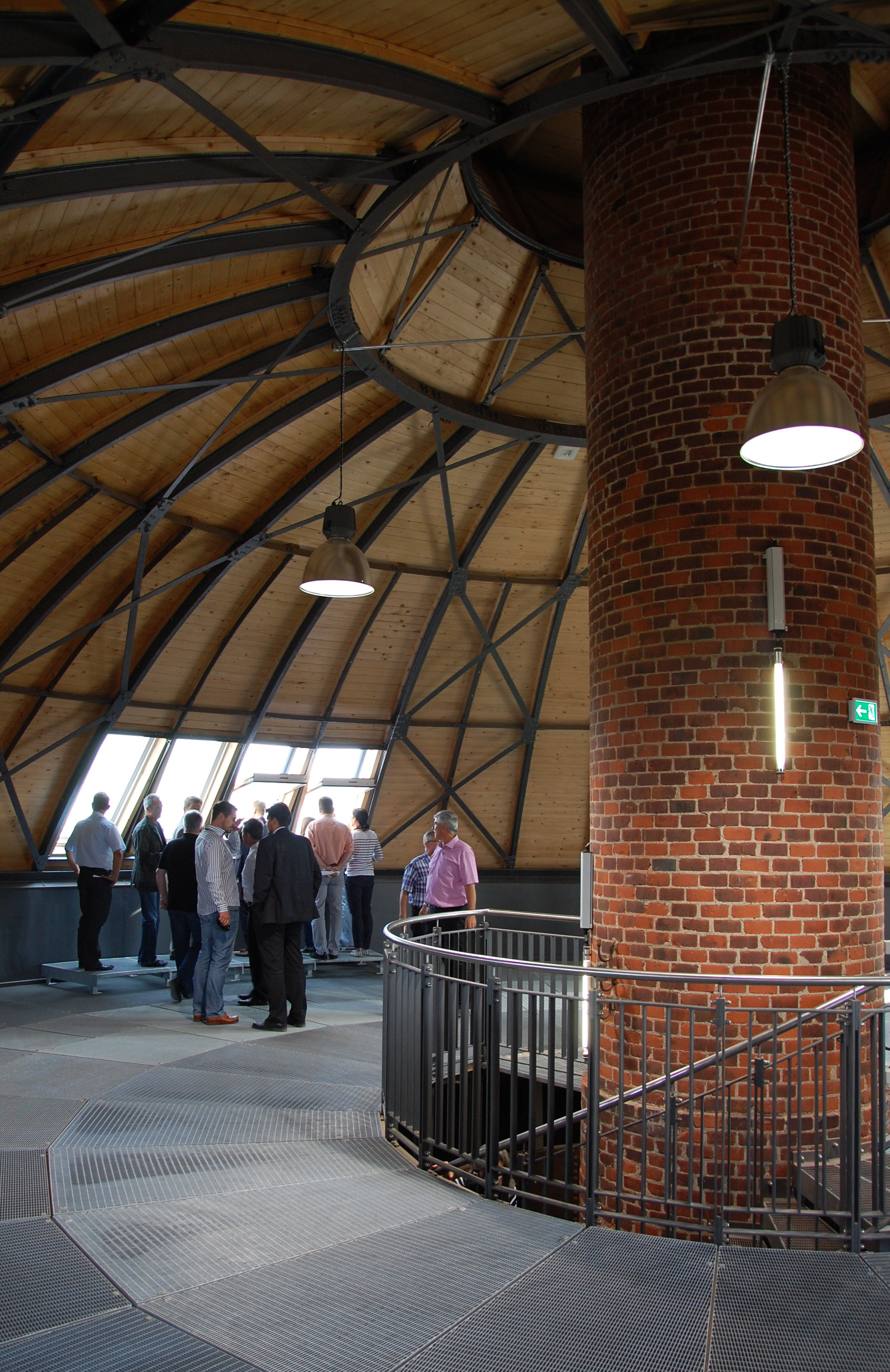
Kuppel des Salbker Wasserturms

Der Turm wurde 1893–1894 im Auftrag der Königlichen Eisenbahndirektion Berlin zur Wasserversorgung für die in der Nähe geplante, 1895 eröffnete Königliche Eisenbahnhauptwerkstatt Salbke gebaut. Die Pläne stammten von Behrendt, einem Mitarbeiter der Eisenbahndirektion. Bis zur Oberkante des Hauptgesimses hat der Turm eine Höhe von 35,62 Metern. Die Drempelhöhe beträgt 8,25 Meter.
Der Turmschaft und der zylindrische Aufsatz wurden mit mehrfarbigen Ziegelsteinen gemauert und mit Sandsteinelementen geschmückt. Teilflächen sind verputzt. Die den Turm abdeckende Kuppel ist eine genietete Eisenkonstruktion. Die Wasserspeicherung erfolgte in einem ebenfalls genieteten Doppelbehälter. Der Turmbau entsprach dem patentierten Intze-Prinzip. In der Turmmitte befindet sich ein zentraler Schornstein, der aus dem Turm mittig herausragt. Am Turmkopf befinden sich schmale Rundbogenöffnungen, die zum Teil paarweise angeordnet und von einer flachen Lisenengliederung umrahmt sind. Am Übergang zum Turmschaft befindet sich ein Blendbogenfries. Im vierstöckigen, sich nach oben verjüngender Turmschaft befand sich ein Laborraum. Der Turmschaft ist mit schmalen schießschartenartigen Öffnungen versehen. Das Erdgeschoss umfasst eine Fläche von 150 m² und wird von einem Sandsteingesims mit kugelförmigen Sandsteinkronen umschlossen. Im Erdgeschoss befindet sich noch heute eine Anlage zur Reduzierung des Eisenanteils im Wasser.
Zur Anlage gehörten ein Maschinenhaus und ein Tiefbehälter. Das Maschinenhaus ist als zweischiffiger roter Klinkerbau ausgeführt und geht ebenfalls auf Planungen des Baubeamten Behrendt zurück. Die Bauausführung oblag dem Mitarbeiter Maeltzer. Die Fassade des einstöckigen Gebäudes ist auch durch Lisenen gegliedert. Die Grundfläche umfasst 411 m², die Höhe bis zum Gesims 6,58 Meter.
Der Turm war über Jahrzehnte ungenutzt und verfiel. Es gab dann Pläne, den Turm zu sanieren und einer Nachnutzung zuzuführen. Anfang Dezember 2010 wurde das Gelände zu einem symbolischen Betrag an die Stadt Magdeburg veräußert, die eine Sanierung einleitete. Ende 2012 war das Pumpenhaus fertiggestellt. Die Eröffnung des als Künstlerwerkstatt genutzten Gebäudes erfolgte mit einem Adventsgrillen am 8. Dezember 2012. Im Laufe des Jahres 2012 erhielt der Turm bereits ein neues Dach. Es wurden vier Reihen mit aufklappbaren Fenstern eingefügt, so dass der Turm als Aussichtsturm nutzbar ist. Die Eröffnung des Turms erfolgte dann am 29. August 2013. Oberbürgermeister Lutz Trümper, Staatssekretär Klaus Klang sowie eine Vertreterin des Bundesministerium für Verkehr, Bau und Stadtentwicklung und ein Vertreter des den Turm betreibenden Vereins H2O sprachen Grußworte.

## Turmpark

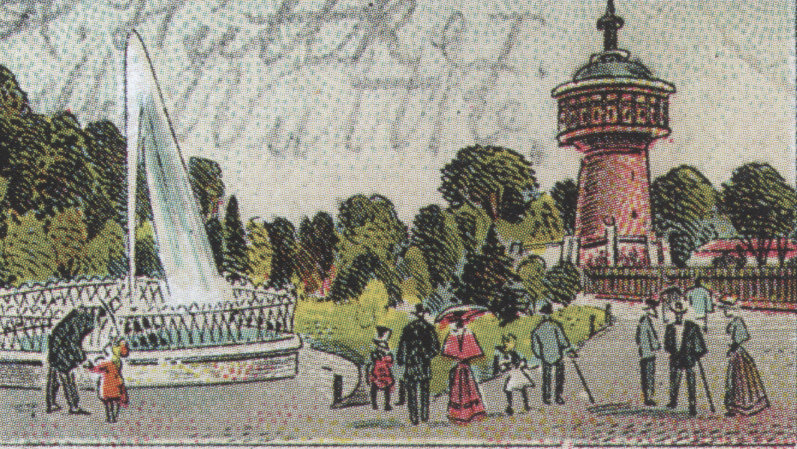
Grafische Darstellung des Turms mit Turmpark auf einer Ansichtskarte von 1904

Um den Turm herum entstand die Parkanlage Turmpark. Zur Straße hin befand sich mit der Gaststätte Turmpark zeitweise ein Ausflugslokal, das später als Kantine genutzt wurde. Auch ein Kino wurde betrieben. In einem Gebäude in der Nähe des Turms befand sich auch die Werkschule des Reichsbahnausbesserungswerks für den theoretischen Teil der Lehrlingsausbildung.
Nachdem der Turm seine ursprüngliche Bedeutung für die Wasserversorgung des Werks verloren hatte, wurden zu seinem Fuße befindliche Becken als Freibad ausgebaut. 1945/46 wurde eines der Absetzbecken mit dem Bauschutt im Zweiten Weltkrieg zerstörter Gebäude verfüllt. Dieser Bereich diente dann als Liegewiese. Das zweite Becken wurde als Schwimmbecken genutzt. 1959 wurde die Anlage der Stadt Magdeburg übergeben. Durch das Nationale Aufbauwerk wurde dann das Schwimmbad von 1959 bis 1962 ausgebaut. Man entfernte wieder den Schutt aus dem verfüllten Absetzbecken und fasste beide Becken zu einem großen Schwimmbecken zusammen. Darüber hinaus entstanden Umkleideräume und Liegewiesen. Frostschäden setzten dem Bad bis Anfang der 1980er Jahre stark zu, notwendige Unterhaltungsmaßnahmen unterblieben. Nach der Eröffnung des Freibades am Salbker See I wurde das Freibad im Turmpark dann letztlich aufgegeben.